# Santa Ana de Huaycahuacho (distrito)
Santa Ana de Huaycahuacho é um distrito do peru, departamento de Ayacucho, localizada na província de Lucanas.

## Transporte
O distrito de Santa Ana de Huaycahuacho não é servido pelo sistema de estradas terrestres do Peru.